# Comuna Ternova, Dunaiivți
Ternova (în ucraineană Тернова) este o comună în raionul Dunaiivți, regiunea Hmelnîțkîi, Ucraina, formată din satele Harîtonivka și Ternova (reședința).

## Demografie
Componența lingvistică a comunei Ternova
     Ucraineană (99,87%)
     Alte limbi (0,13%)
Conform recensământului din 2001, majoritatea populației comunei Ternova era vorbitoare de ucraineană (99,87%), existând în minoritate și vorbitori de alte limbi.